# إيه إتش-64 أباتشي
إيه إتش-64 أباتشي (بالإنجليزية: AH-64 Apache) هي مروحية هجومية أمريكية من إنتاج شركة بوينغ، وتعد طائرة الهجوم الرئيسية للجيش الأمريكي.
وتتميز الأباتشي بأنها مروحية هجومية عالية التسليح، ذات ردود أفعال سريعة، بإمكانها أن تهاجم من مسافات قريبة أو في العمق، بحيث تكون قادرة على التدمير، والإخلال بقوات العدو.
وهي قادرة على العمل ليلا ونهارا وفي جميع الظروف المناخية. والأباتشي مسلحة بصواريخ هيلفاير الخارقة للدروع وهي مجهزة بمدفع رشاش إم230 بعيار 30مم، وصواريخ الهايدرا 70 (مقاس 2.75 إنش) الفعالة تجاه أنواع مختلفة من الأهداف. طائرة الأباتشي قادرة على الصمود في مواجهات عنيفة، حيث تستطيع الاستمرار في العمل حتى بعد الإصابة بطلقات 23مم في مناطقها الحساسة.
الأباتشي أي اتش-64 أي، مزودة بأربع أطقم شفرات وبمحركين تربينيين من شركة جينيرال اليكتريك بقوة 1890 حصان لكل منهما، أقصى وزن لها يصل إلى 17650 باوند مما يسمح لها بالوصول إلى سرعة تحليق 145 ميل/س وقدرة على الطيران المتواصل ل 3 ساعات. يمكن تركيب خزان وقود إضافي خارجي للـطائرة أي اتش-64 بسعة 230 غالون، مما يسمح بزيادة مدى عملياتها. ويمكن تركيب أربع خزانات ذات سعة 230 غالون كحد أقصى. يمكن نقل طائرة أي اتش-64 لمسافت طويلة من خلال طائرات سي-5، وسي-141 وسي-17.
أي اتش-64 تستطيع حمل 16 صاروخ هلفاير الموجة بالليزر. هذه الصواريخ لها مدى 8000 متر، وتستعمل بشكل أساسي لتدمير الدبابات والعربات المصفحة. وتستطيع طائرة أي اتش-64 أن تحمل 76 صاروخ أرض جو عيار 2.75 تستعمل ضد الأفراد والعربات ذات التصفيح الخفيف. كما تحمل 1200 قذيفة بعيار 30مم.
جهاز تسجيل الفيديو على متن الطائرة قادر على تسجيل 72 دقيقة حسب ما يقرره قائد الطائرة أو مشغل الأسلحة. هذا التسجيل يساعد فيما بعد في تقيم نجاح المهمات التي أجرتها الطائرة. وهي أيضا مزودة نظام دوبلر للقيادة، ونظام تحديد الموقع.
الطائرة مجهزة بثلاث أنظمة للرؤية، بحيث تكون قادرة على مراقبة منطقة القتال في أي وقت وبأي ظرف. ومن هذه الأجهزة نظام رؤية مرتبط بجهاز الرؤية الليلية التي تظهر في شكل الكرة الأمامية المركبة تحت الأباتشي (جهاز تقوية ضوء وكاميرا ما دون الحمراء) ويتم بث الصور مباشرة إلى خوذة ضابط الأسلحة على متن الطائرة على شاشة صغيرة أمام إحدى عينيه كما أن جهاز الرؤية يقوم بالدوران والتحرك في الاتجاه الذي ينظر إله ضابط الأسلحة أوتوماتيكيا.
وقد طوّرت مروحية القتال الرئيسية AH-64A APACHE التي تنتجها شركة بوينغ الأمريكية (القسم العسكري) عملاق صناعة الطائرات في العالم، طوّرت من النماذج السابقة لتلبي احتياجات الجيش الأمريكي وكذلك لتلبية رغبات الدول والجيوش التي ترغب في الحصول عليها بشكل موسّع.
دخلت الـ AH-64A الخدمة في الجيش الأمريكي عام 1984. وهي في هذه النسخة مجهزّة بأنظمة قادرة على إدارة العمليات القتالية أثناء الليل وكذلك في مختلف الظروف المناخية (بما في ذلك الطقس الرديء) وكذلك فيها نظام تحديد الأهداف بواسطة الأشعة تحت الحمراء FLIR والمركبة في خوذة الرأس للطيار والتي من خلالها تتيح للطيار تعقب الأهداف والسيطرة الكاملة على الآلة القتالية التي يقودها وأيضاً فيها نظام فريد في توجيه المدفع الرشاش ذي عيار 30 مم المركّبة في مقدمة المروحية بواسطة اتجاه حدقة عين الطيار واتجاه نظره. النظام الفريد المجهزة به مروحية الأباتشي والتي تعتمد على اتجاه نظر الطيار هي عبارة عن نظام تحديد أولي (بشكل ابتدائي) للهدف ومن ثمة تتولى أنظمة التوجيه الليزري والموصولة بشاشات عرض في مقصورة الطيار تتولى متابعة الهدف في مرحلة أخرى من مراحل الهجوم.
درع الأباتشي مجهز كي يقاوم اختراق إطلاقات مباشرة عليها من عيار 12.7 مم وكذلك الشحوم الثقيلة التي تدور في محركها مصممة كي لا تنسكب في ظروف قاسية من قبيل.
وقد أثبتت الأباتشي نفسها في ميدان القتال الفعلي وفي عدة نزاعات مسلحة قادتها الولايات المتحدة في حرب الخليج الثانية، أفغانستان وغزو العراق الأخيرة، حيث أثبتت الأباتشي أنها مروحية قادرة على البقاء في ساحة المعركة بالرغم من إصابتها إصابات مباشرة بقذائف RPG المضادة للدروع.

## المستخدمون
الولايات المتحدة
- 698 مروحية
  - 241 AH-64A,
  - 457 AH-64D

 السعودية
- 93 مروحية
  - 11 مروحية من طراز AH-64E
  - 12 مروحية من طراز AH-64A
  - 70 مروحية من طراز AH-64D

 إسرائيل

خارطة للدول المستخدمة لمروحيات الأباتشي، اللون الأحمر للدول الحالية المالكة للمروحيات، الأخضر للدول التي تنوي إدخالها في قواتها المسلحة.

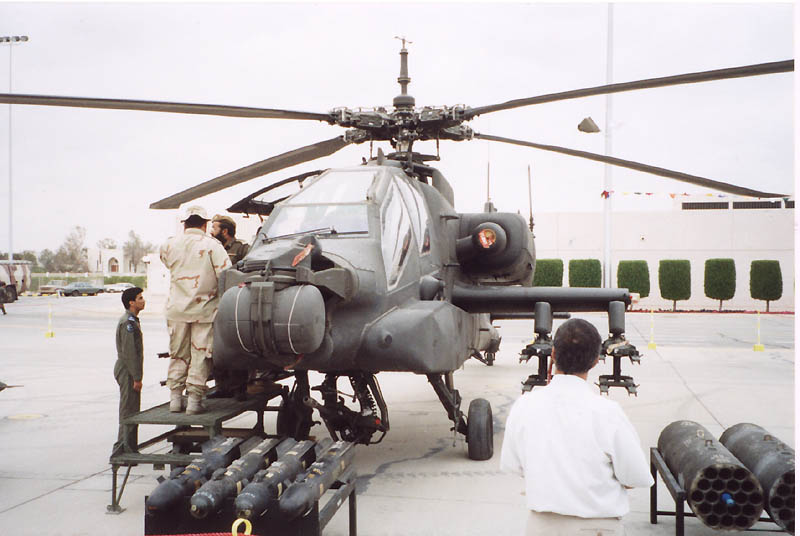
مروحية ايه اتش - 64 أباتشي في المملكة العربية السعودية خلال فترة الصيانة.

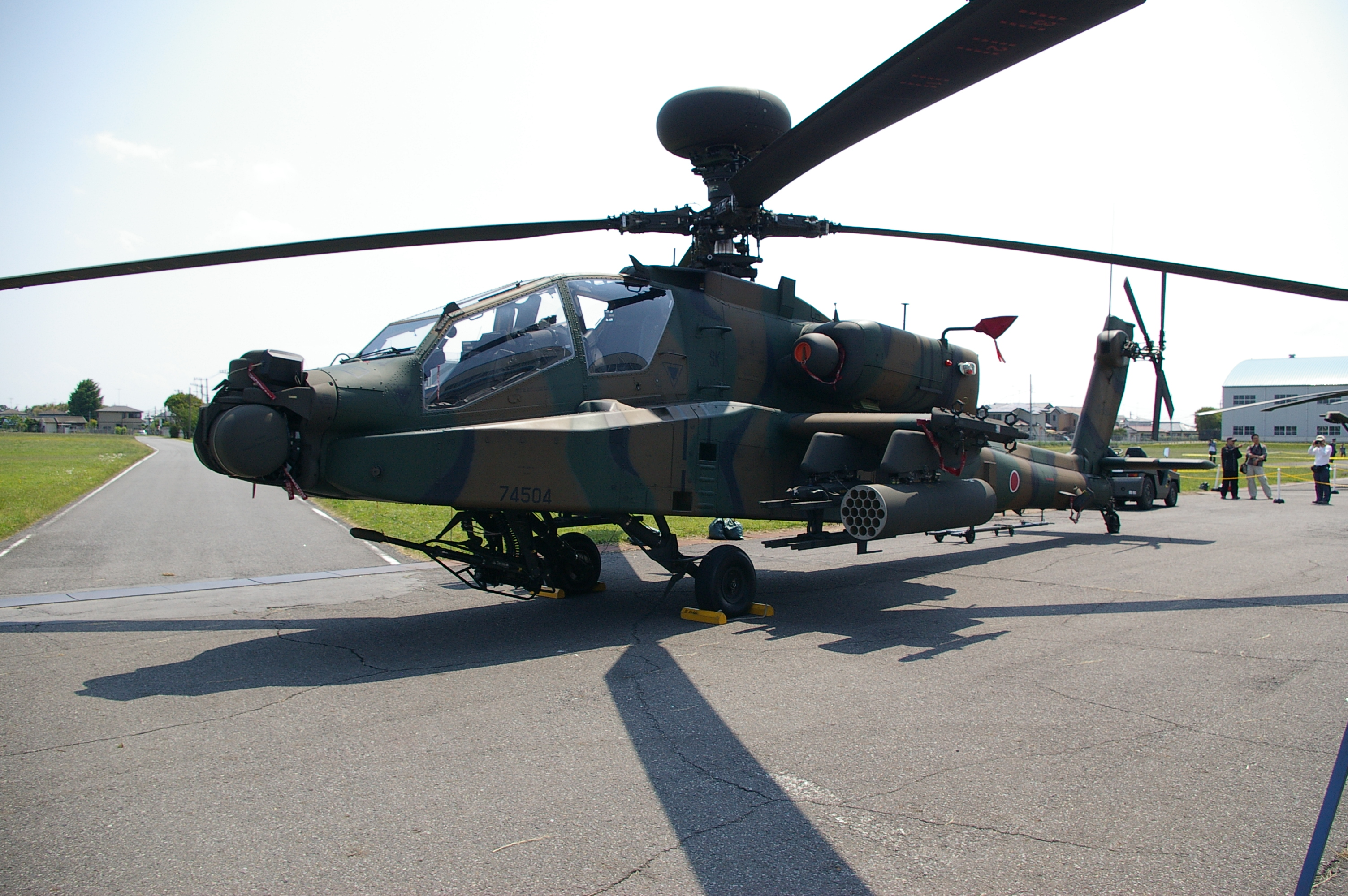
مروحية أباتشي تابعة للقوات المسلحة اليابانية

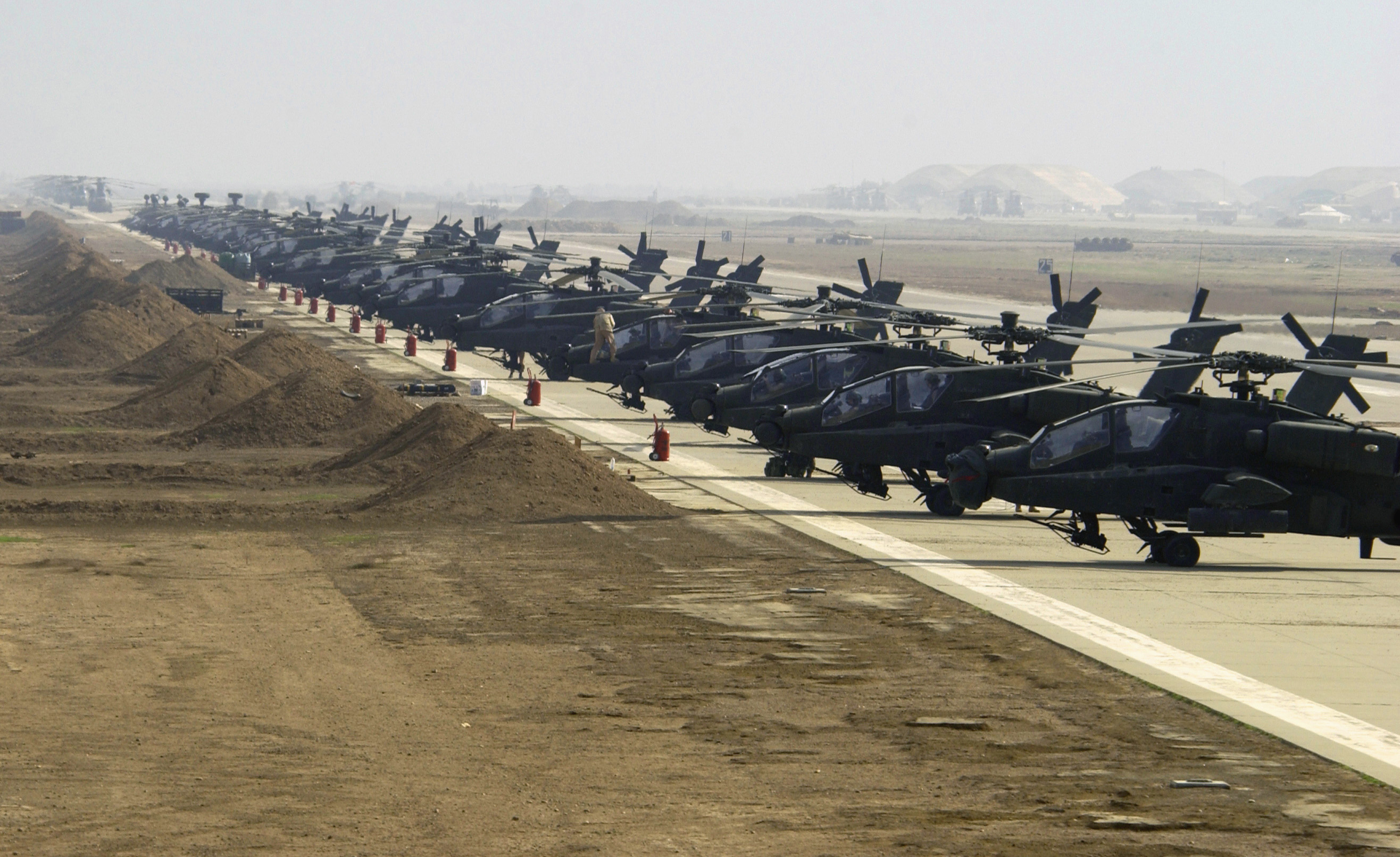
طائرات أباتشي تابعة للجيش الأمريكي في قاعدة الأسد الجوية في العراق

- القوات الجوية الإسرائيلية (AH-64A/D)[3]

 اليابان
- 50 مروحية من طراز AH-64D

 مصر

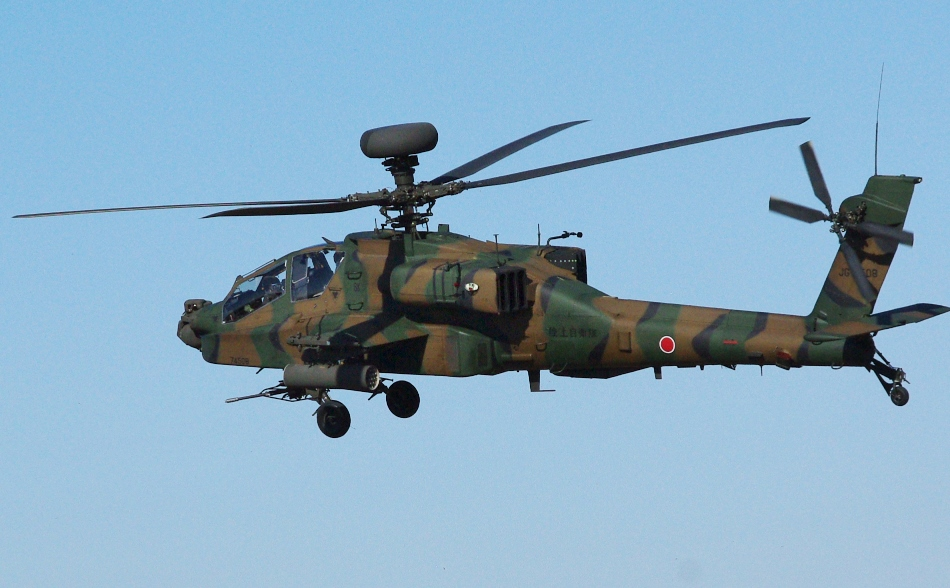
A Fuji Heavy Industries licensed built Apache for the قوة الدفاع الذاتي البرية اليابانية

- 50 مروحية من طراز AH-64A حدثت عام 2005 للطراز AH-64D

 اليونان
- 20 طائرة مروحية من طراز AH-64A
- 12 طائرة مروحية من طراز AH-64D

 هولندا
- 48 مروحية من طراز AH-64D

 الإمارات العربية المتحدة
- 48

```
طائرة مروحية من طراز AH-64A
```

 الكويت
- 16 مروحية من طراز AH-64D[4][5]

 سنغافورة
- 18 مروحية من طراز AH-64D

 المغرب
- القوات الملكية الجوية المغربية - 24 AH-64Es تحت الطلب[6]

## المواصفات (AH-64A/D)
البيانات من Jane's All the World's Aircraft 2000–2001, Jane's All the World's Aircraft 2010–2011, Apache AH-64 Boeing (McDonnell Douglas) 1976–2005
الخصائص العامة
- طاقم: 2 (طيار ، مساعد طيار / مدفعي)
- طول: 58 قدم 2 بوصة (17.73 م)
- طول جسم الطائرة: 49 قدم 5 بوصة (15.06 م)
- ارتفاع: 12 قدم 8 بوصة (3.87 م)
- الوزن فارغة: 11,387 رطل (5,165 كـغ)
- الوزن الإجمالي: 17,650 رطل (8,006 كـغ)
- وزن الإقلاع الأقصى: 23,000 رطل (10,433 كـغ)
- محركات: 2 × جنرال إلكتريك T700-GE-701 محركات توربينية ذات عمود توربيني, 1,690 shp (1,260 كـو)  الواحد (تمت ترقيتها إلى 1,890 shp (1,409 كـو) T700-GE-701C for AH-64A/D from 1990)
- قطر الدوار الرئيسي:  48 قدم 0 بوصة (14.63 م)
- مساحة الدوار الرئيسي: 1,908.5 قدم2 (177.31 م2) - ذي 4 شفرات و 4 ذيل دوار في محاذاة غير متعامدة
- Blade section: root: HH-02; tip: جناح NACA الحامل[10]

أداء
- السرعة القصوى: 158 عقدة (182 ميل/س؛ 293 كم/س)
- سرعة العبور: 143 عقدة (165 ميل/س؛ 265 كم/س)
- في سبييدس: 197 عقدة (227 ميل/س؛ 365 كم/س)
- مدى: 257 nmi (296 ميل؛ 476 كـم) with Longbow radar mast
- Combat range: 260 nmi (299 ميل؛ 482 كـم)
- Ferry range: 1,024 nmi (1,178 ميل؛ 1,896 كـم)
- سقف الخدمة: 20,000 قدم (6,100 م)
- Disk loading: 9.8 رطل/قدم2 (48 كـغ/م2)
- Power/mass: 0.18 hp/lb (0.30 kW/kg)